# Vogelsang (Flensburg)

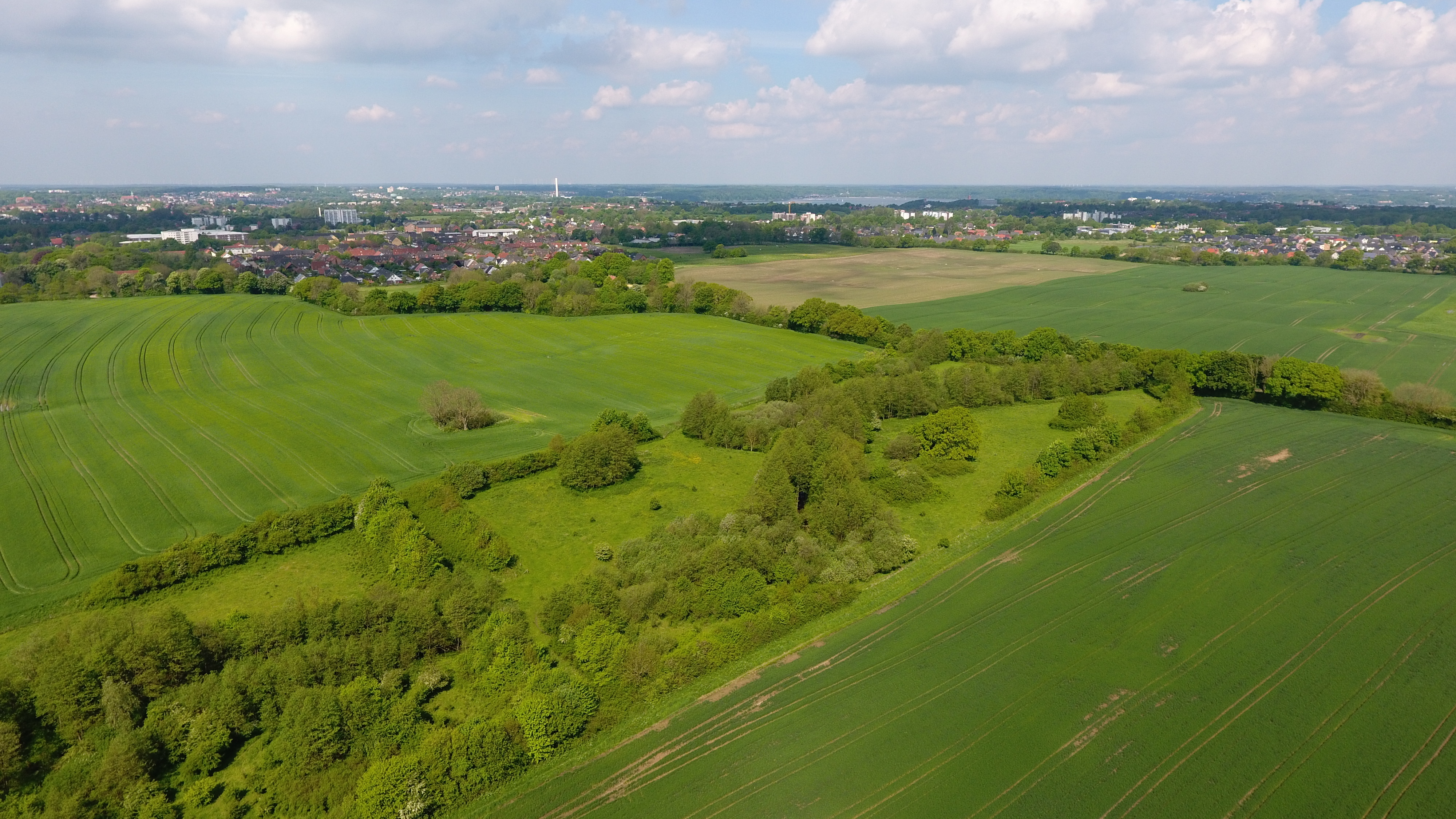
Blick über einen großen Teil des westlichen Vogelsangs (2017)

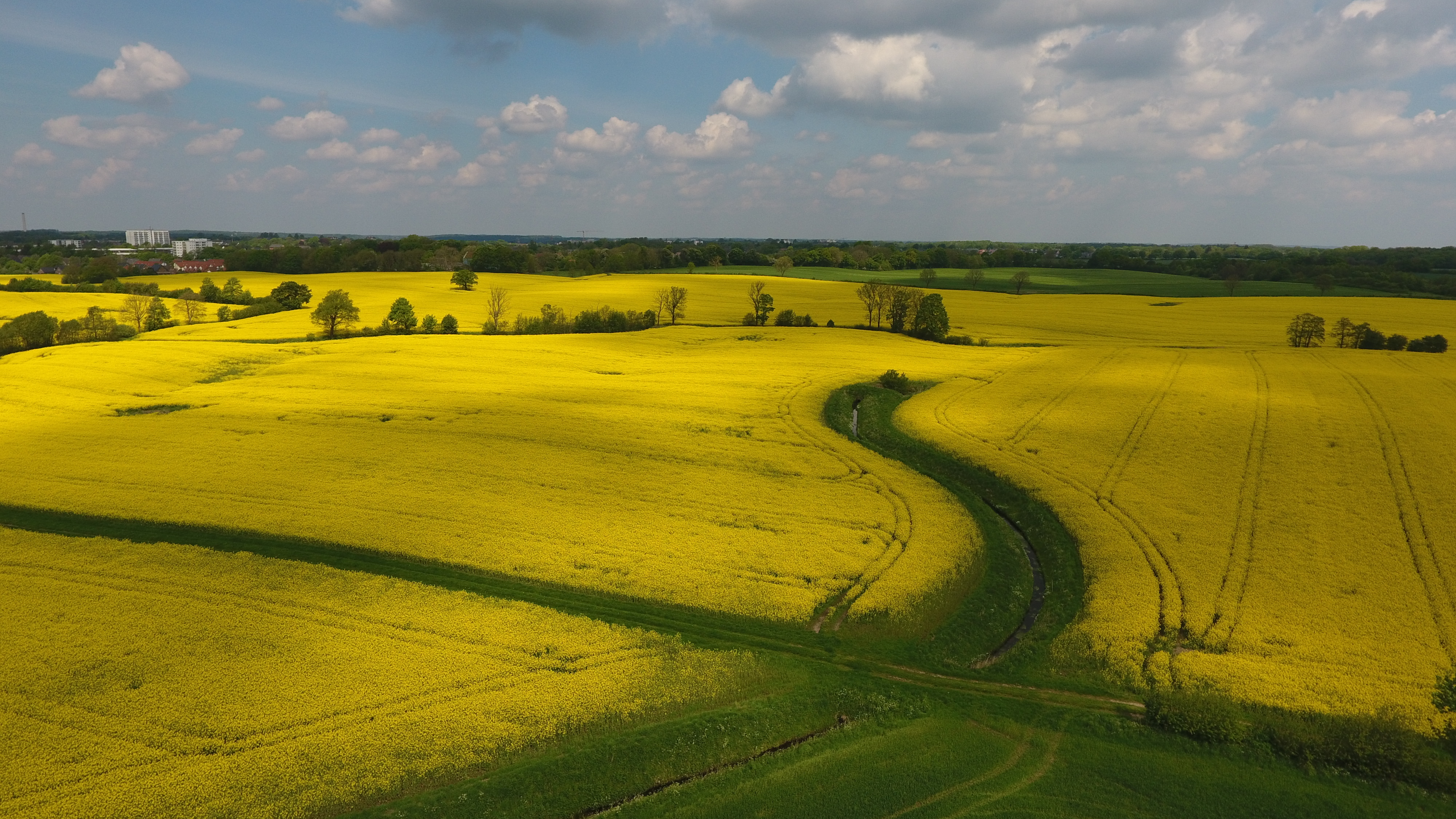
Blick über einen großen Teil des südlichen Vogelsangs (2017)

Vogelsang (dänisch Fuglsang) ist ein Gebiet auf der östlichen Seite des Flensburger Stadtteils Engelsby. Das kaum bebaute und zum großen Teil landwirtschaftlich genutzte Gebiet ist als ein wichtiges Naherholungsgebiet in Flensburgs Osten bekannt. Mit der östlichen Bebauung des Stadtteils Engelsby bildet der Vogelsang zudem den gleichnamigen Stadtbezirk.
Der Vogelsang ist Teil eines Grünzuges, der vom Flensburger Hafen über das Lautrupsbachtal, Adelby, dem Vogelsang, Blocksberg und dem Tremmeruper Wald, bis zum Schloss Glücksburg reicht.

## Geschichte
Jakob Röschmann dokumentierte in den 1960er  Jahren drei Grabhügel aus der Jungsteinzeit beim Vogelsang. Erstmals erwähnt wurde der Vogelsang offenbar im 15. Jahrhundert. Das Gebiet wurde als Teil von Twedt gemeinsam mit Trögelsby 1910 in die Stadt eingemeindet.

## Der Vogelsang heutzutage
Den Hof Vogelsang erreicht man heutzutage über den Feldweg Vogelsang, der von dem in den 1980er Jahren bebauten Teil Engelsbys dorthin führt. Über den breiteren Feldweg Trögelsby Hof gelangt man Richtung Westen nach Trögelsby, wo die städtische Bebauung anfängt, und Richtung Osten gelangt man zum Flensburger Sender (selten auch Stift genannt). Über die besagten Feldwege kann man zum nördlich gelegenen Wald Weesries gelangen, von dem man durch den Weesrieser Weg beim Gebiet Blocksberg an Kauslund vorbei rüber bis zum Fördewald gelangen kann. Auf der südlichen Route durch das Gebiet kann man entweder zum Meierhof und so bis nach Tarup gelangen oder bis zum ländlichen Flensburger Vorort Maasbüll mit dem Dorf Rüllschau. Außerdem durchfließt ein kleines Bächlein namens Taerbek das Gebiet. Am Anfang des Gebietes bei Twedt befindet sich außerdem auch ein Reiterhof mit dem Flensburger Reitclub Engelsby/Twedt e. V. der das Gebiet gerne für Ausritte nutzt.
Am Rande des Gebietes liegt Trögelsby. Das Gebiet ist so auch als Landschaftsschutzgebiet Vogelsang-Trögelsby bekannt, wobei es sich gemäß der Festlegung als Flensburger Landschaftsschutzgebiet sich noch etwas weiter nach Süden, nach Tarup hin, ausdehnt und ziemlich genau bei der Bahnstrecke Kiel–Flensburg endet. Da kaum wirkliche Landschaftsgrenzen in dem Gebiet zu erkennen sind, wird das Gebiet des Vogelsangs im allgemeinen Sprachgebrauch so auch manchmal noch größer und manchmal auch kleiner definiert.

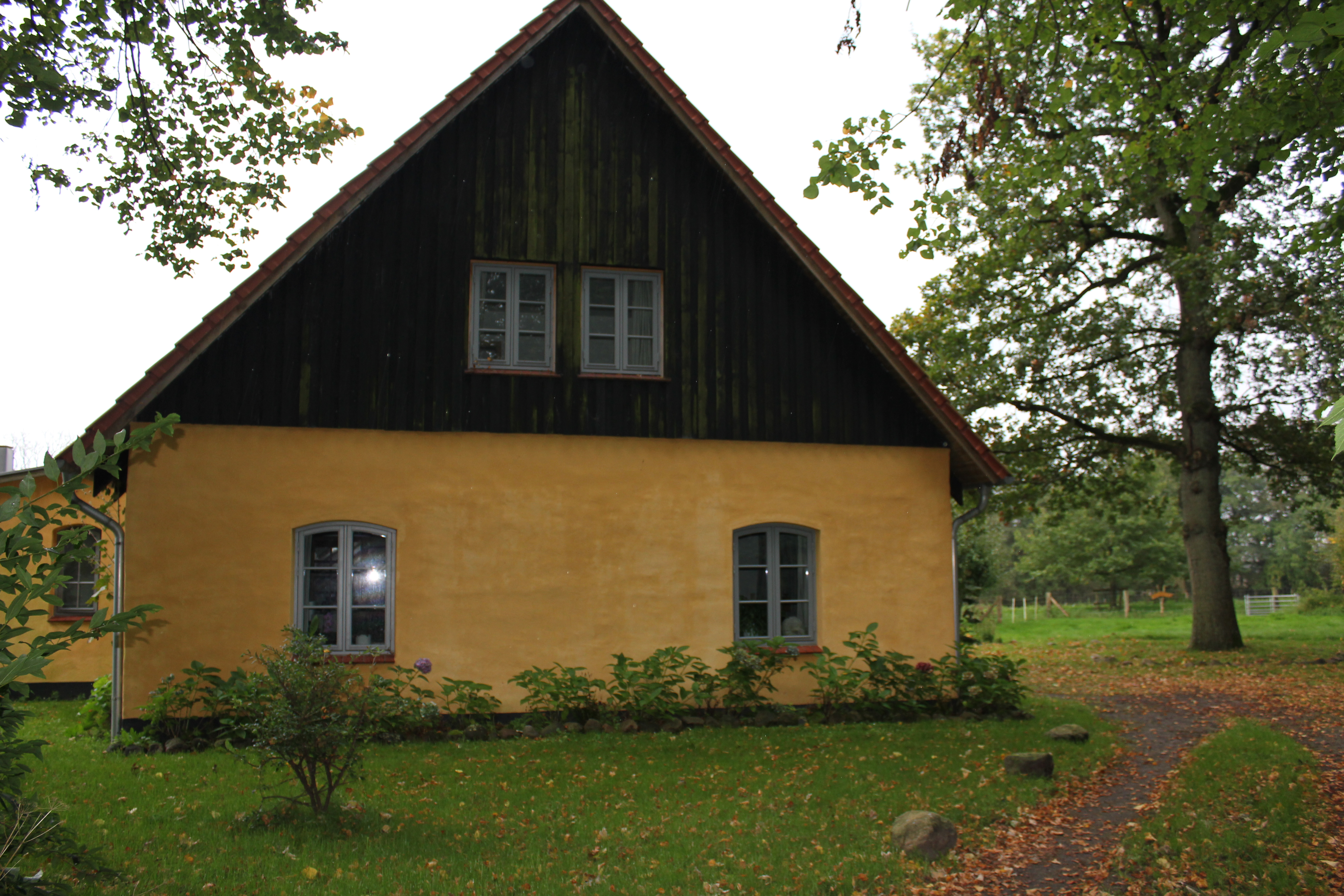
Der Hof Vogelsang 2014
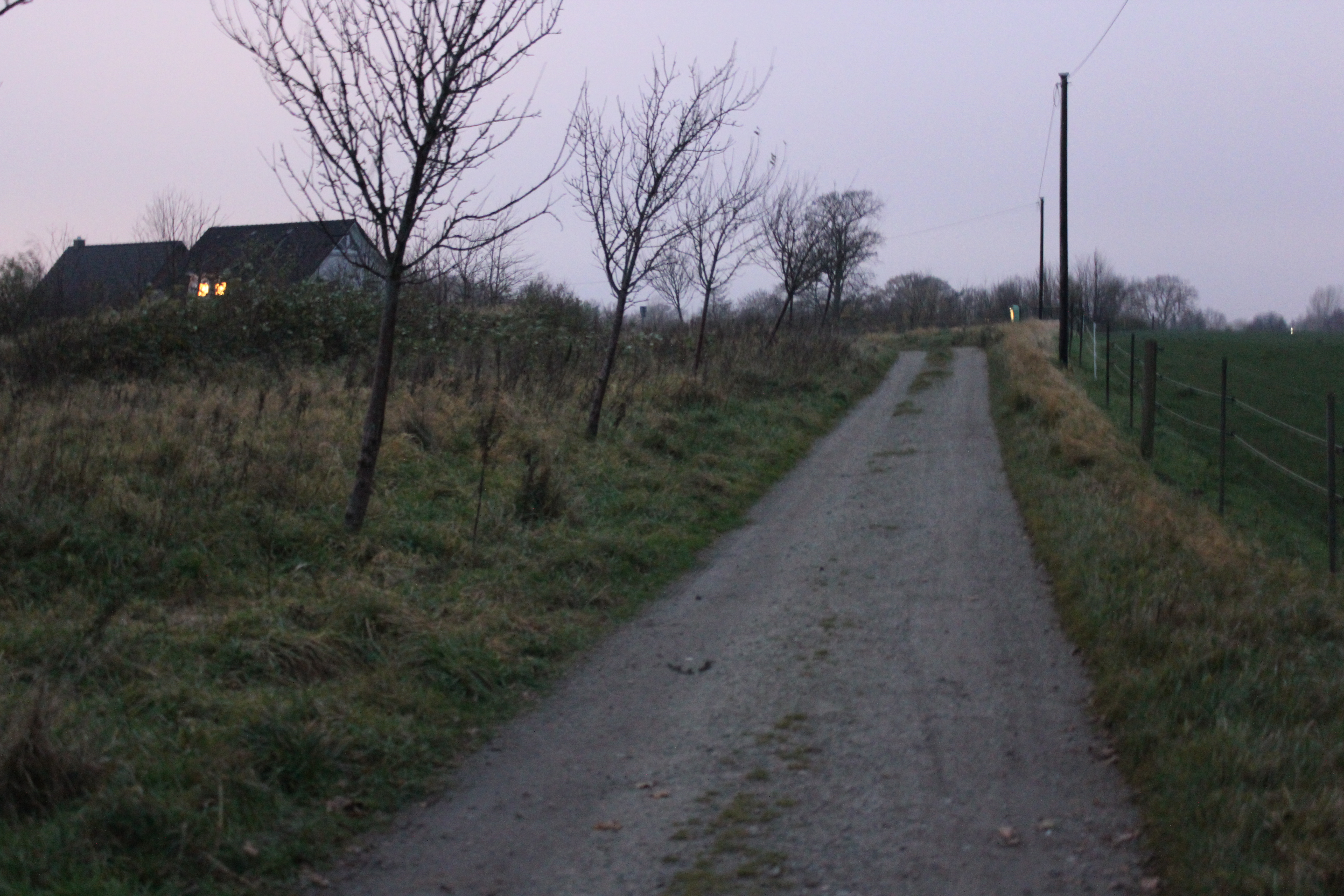
Der Vogelsanger Feldweg zur Nacht
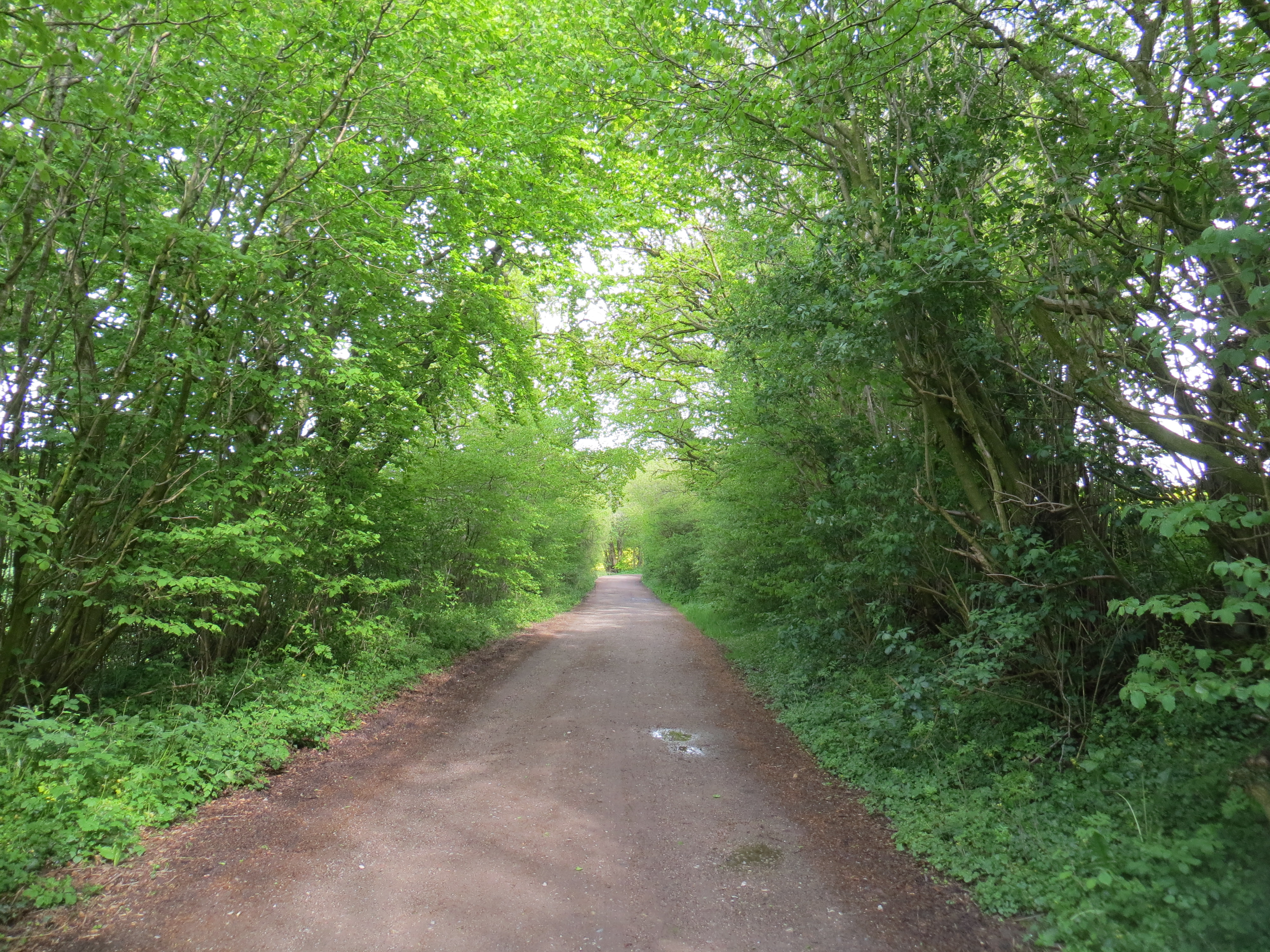
Vogelsang, Auf dem Trögelsbyer Feldweg
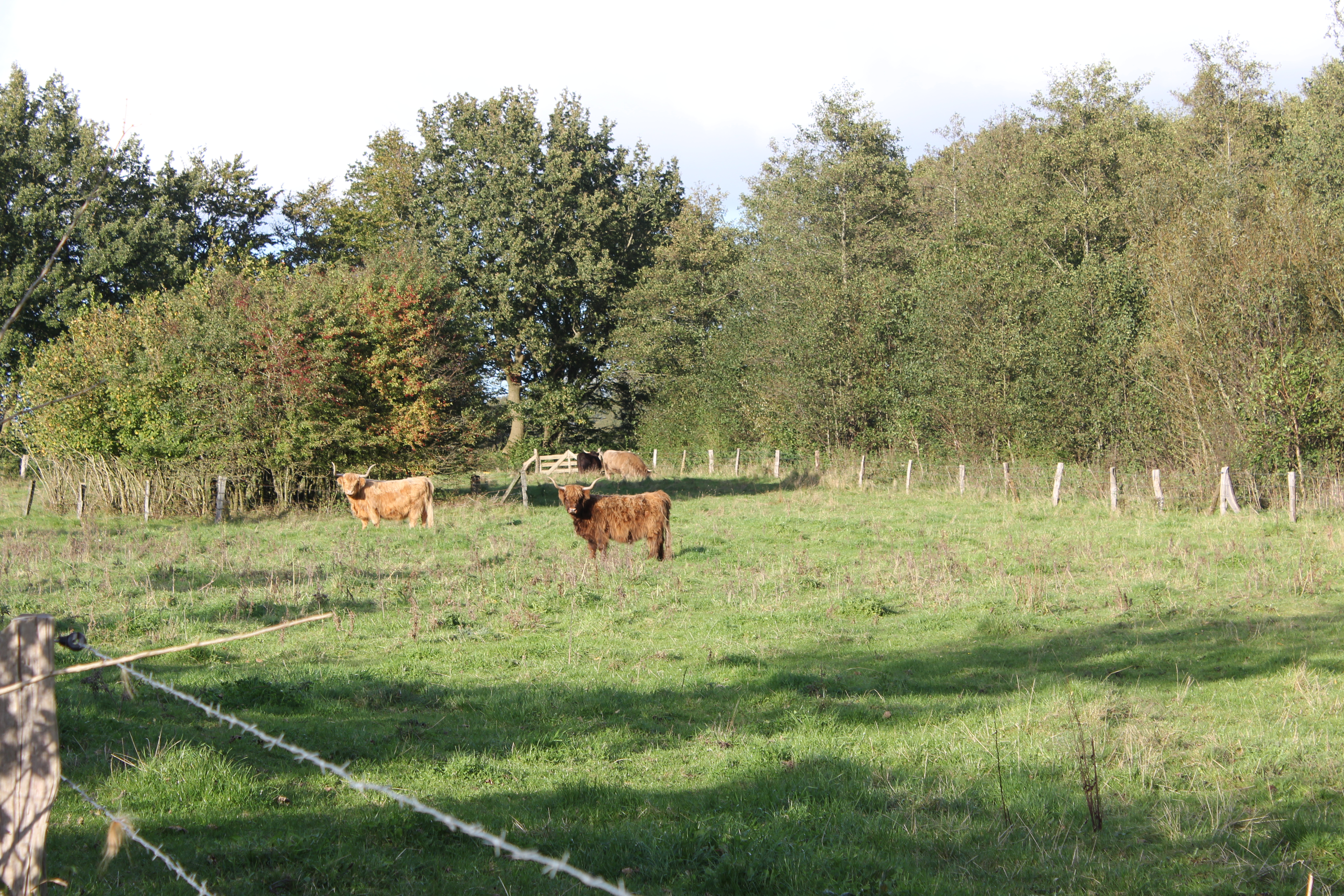
Weidende Hochlandrinder in dem Gebiet
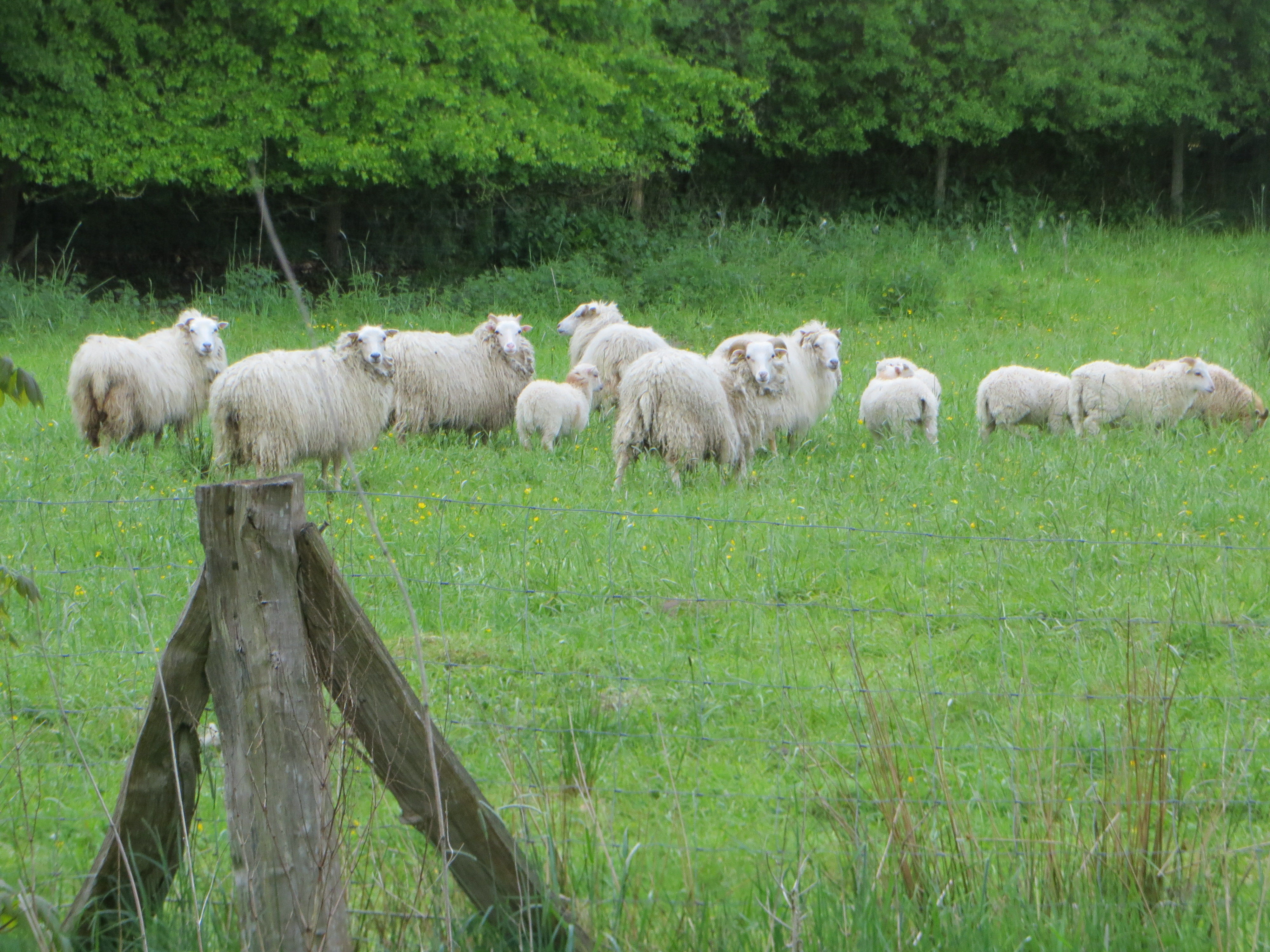
Schafe vom Hof Vogelsang
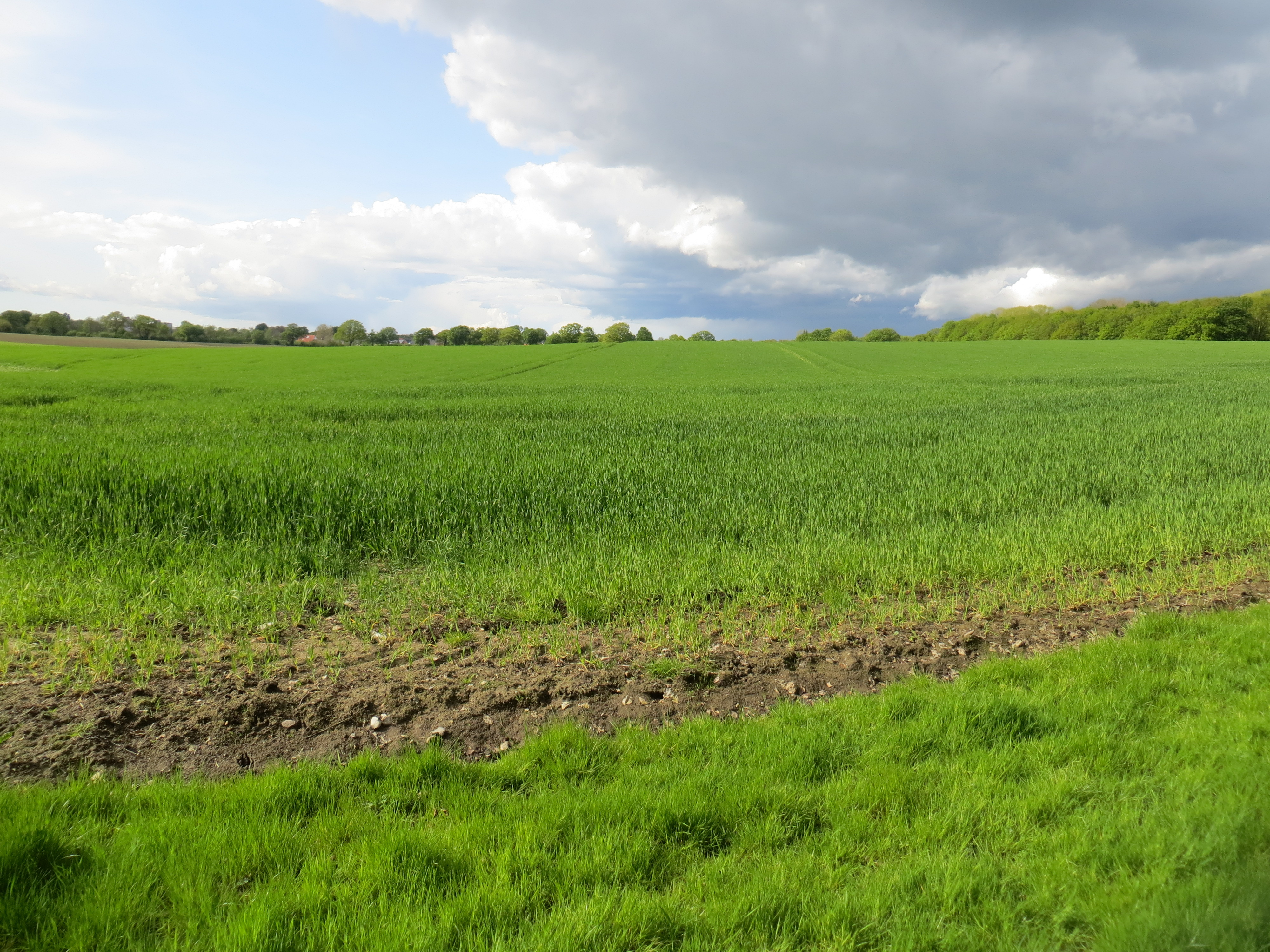
Eines der Felder des Vogelsangs (Mai 2016)
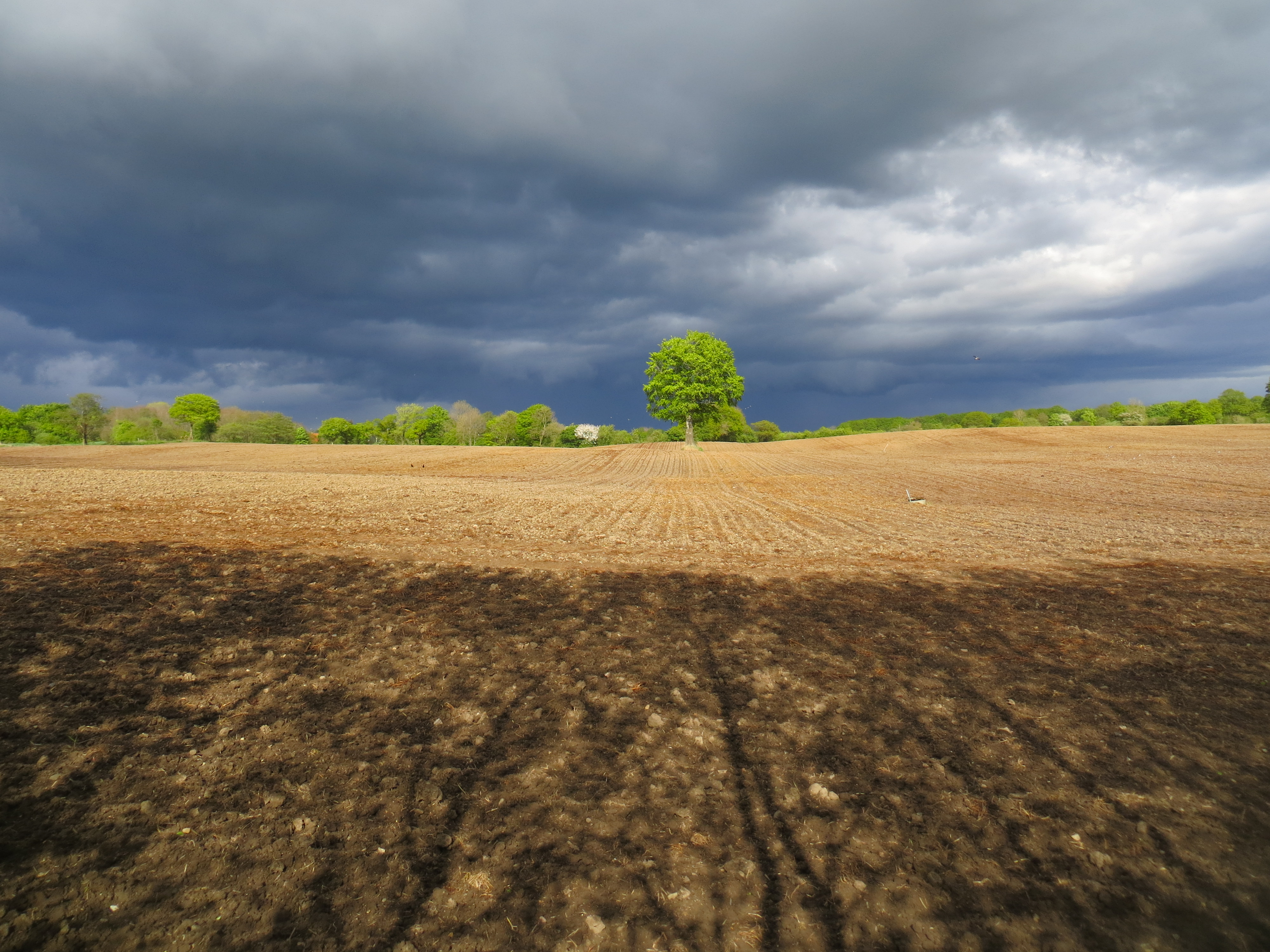
Acker am Weesrieser Weg
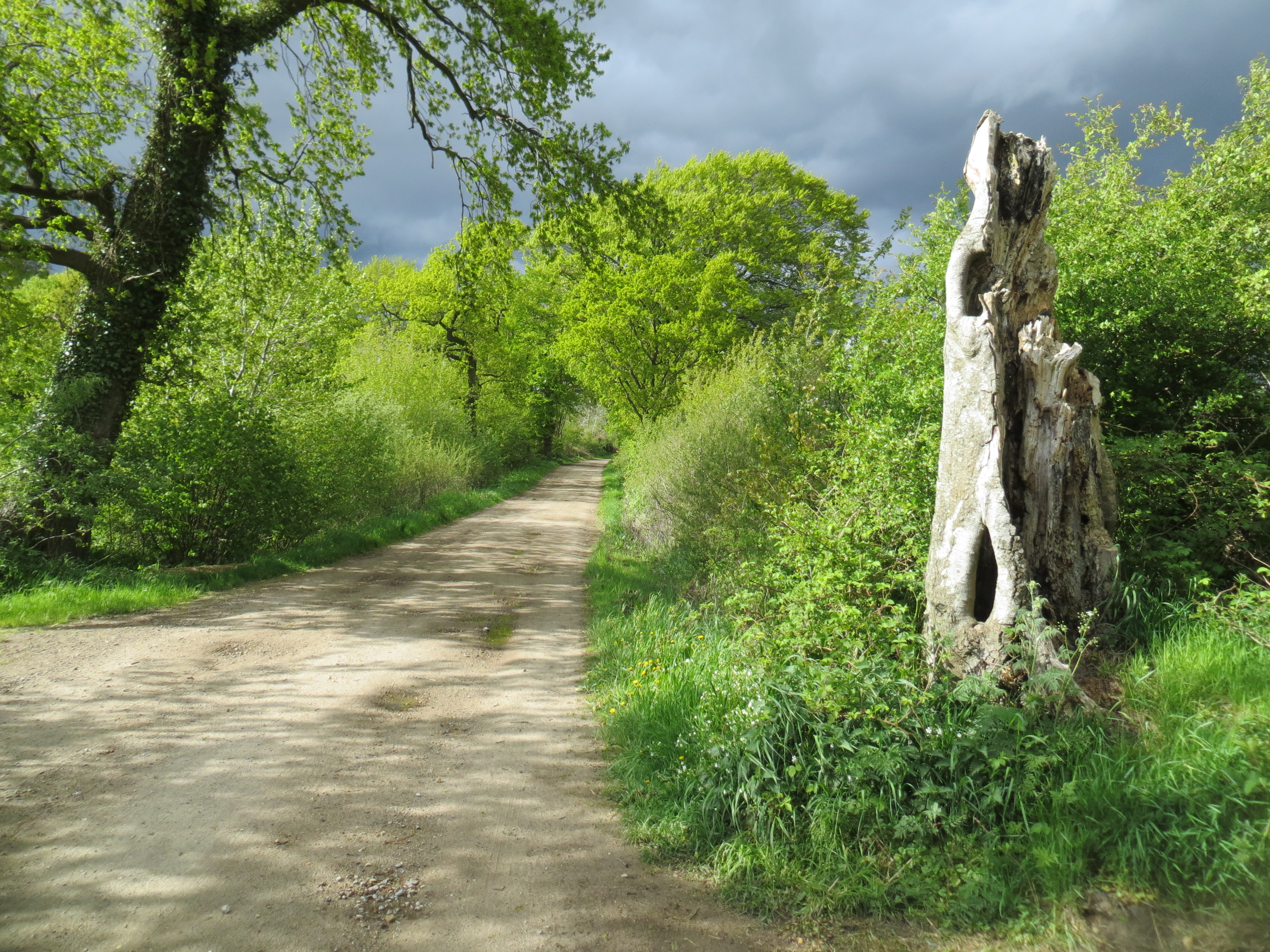
Baumüberrest am Weesrieser Weg nahe Blocksberg